# Behörde für Stadtentwicklung und Wohnen

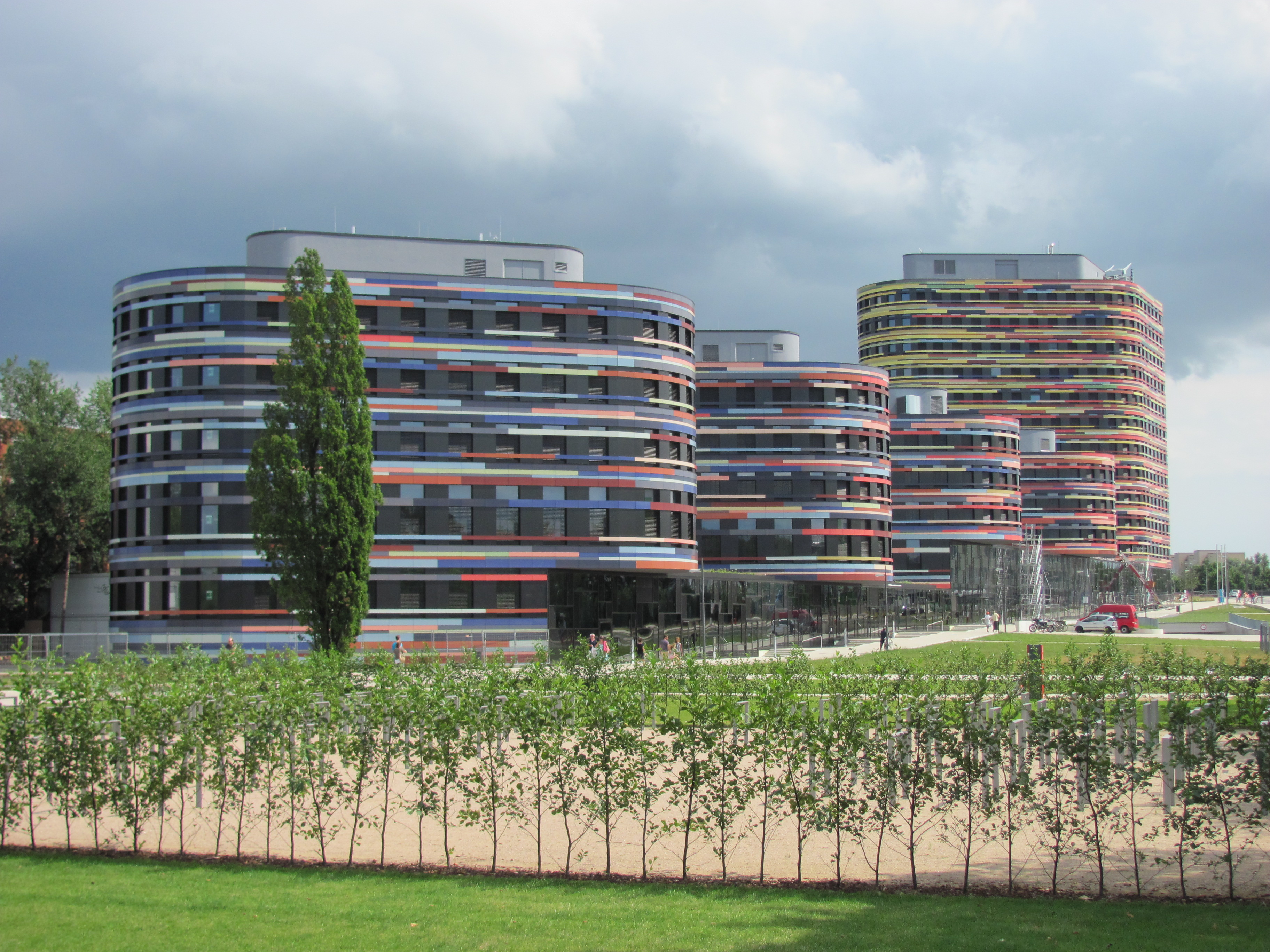
Sitz der Behörde in Wilhelmsburg, Architekten: Sauerbruch Hutton

Die Hamburger Behörde für Stadtentwicklung und Wohnen (in der Abkürzung BSW) ist eine von elf Fachbehörden des Senats der Freien und Hansestadt Hamburg und zuständig für die Stadtentwicklung und Wohnungspolitik der Hansestadt. Die Behörde wurde im Juli 2015 aus Teilen der bisherigen Behörde für Stadtentwicklung und Umwelt (BSU) gebildet. Das Umweltressort ging zum gleichen Zeitpunkt in die neu geschaffene Behörde für Umwelt und Energie über.
Senatorin für Stadtentwicklung und Wohnen ist seit dem 15. Dezember 2022 Karen Pein (SPD), Staatsrätin ist Jacqueline Charlier.
Die Behördenleitung und die meisten Dienststellen haben ihren Sitz an der Neuenfelder Straße 19 in Wilhelmsburg.

## Organisation

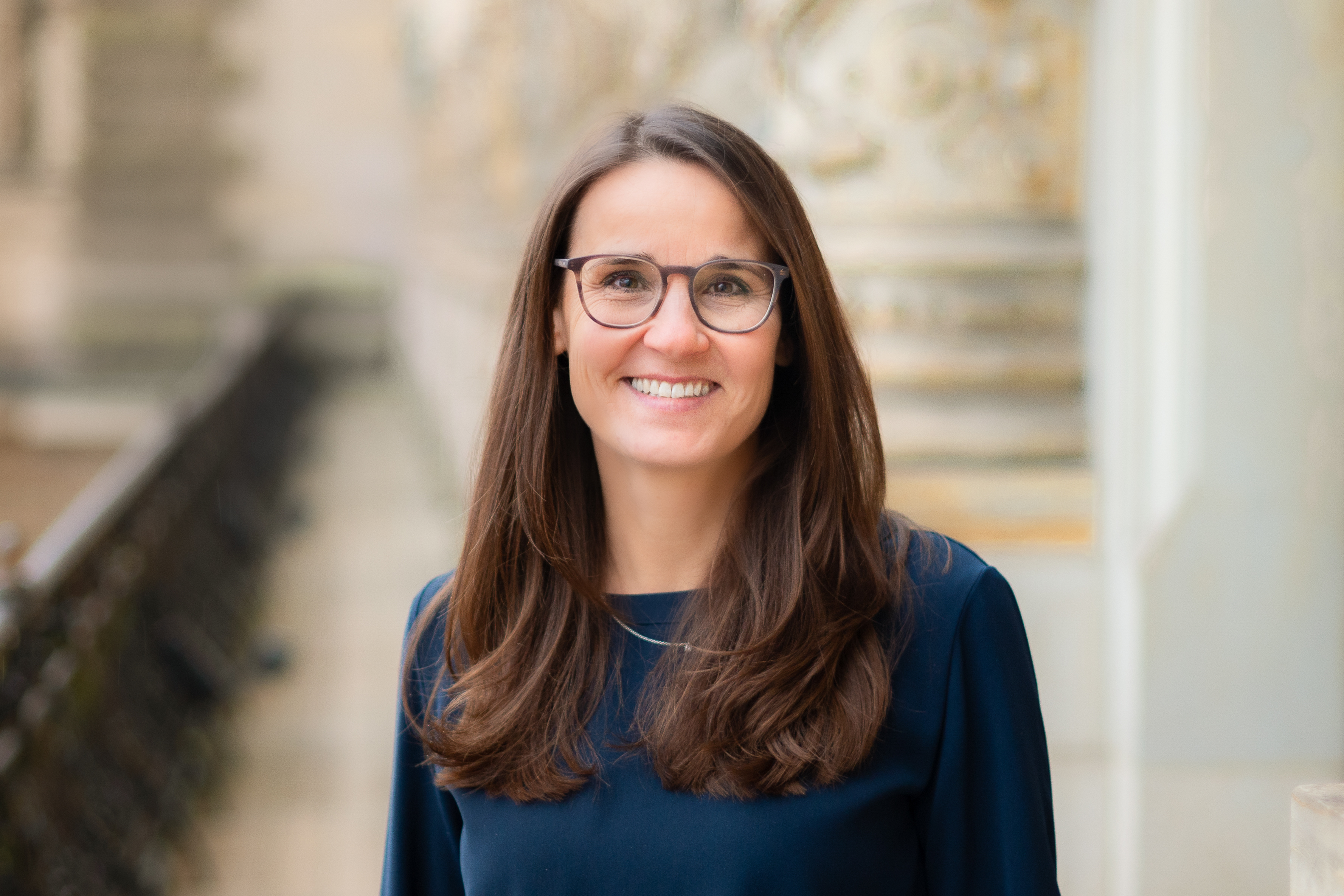
Karen Pein, Senatorin für Stadtentwicklung und Wohnen seit 2022 (Foto: Jan-Niklas Pries)

Die Behörde gliedert sich derzeit (Stand: Juni 2024) in vier Ämter:
- Amt für Bauordnung und Hochbau
- Amt für Landesplanung und Stadtentwicklung
- Amt für Wohnen, Stadterneuerung und Bodenordnung
- Amt für Verwaltung, Recht und Beteiligungen

Zum Geschäftsbereich der BSW gehört außerdem der Landesbetrieb Geoinformation und Vermessung (LGV).

## Geschichte
Ältester Vorläufer der heutigen Behörde war der 1386 erstmals erwähnte städtische Bauhof, der zunächst dem Rat und ab 1563 einer Bauhofsdeputation aus Ratsherren und gewählten Bürgern unterstand. Er war für den Bau und die Unterhaltung von Wällen, Gräben, Türmen und Toren, Strom- und Hafenbauten, Brücken und anderen öffentlichen Bauten zuständig. 1814 wurde daraus eine neue Baudeputation geschaffen, die erstmals über einen kleinen Beamtenstab verfügte, darunter einem Stadtbaumeister (später Baudirektor) und einem Ingenieur. Geleitet wurde die Behörde von einem Senator als Präses, vereinzelt wurden auch mehrere Senatoren entsandt. Diese war sowohl für die Stadt- und Landschaftsplanung als auch für das staatliche Bauwesen an sich zuständig.  
Mit der Regierungsbildung nach Bürgerschaftswahl im Dezember 1982 erhielt die Baubehörde im Februar 1983 auch die Zuständigkeit für die Bereiche Wasserwirtschaft und Energie, die vorher in der Wirtschaftsbehörde angesiedelt waren.
1991 wurde im Rahmen einer Neustrukturierung der Hamburger Behördenlandschaft das Landesplanungsamt aus der Baubehörde herausgelöst und zu einer eigenständigen Stadtentwicklungsbehörde erhoben, um Querschnittsaufgaben besser gegenüber den einzelnen Fachbehörden wahrnehmen zu können. 2001 wurde sie wieder in die Baubehörde integriert und zugleich das Amt für Verkehr aus der Wirtschaftsbehörde herausgelöst und ebenfalls der Baubehörde zugeordnet, die nunmehr die Bezeichnung Behörde für Bau und Verkehr erhielt.
Nach der Bürgerschaftswahl 2004 wurde die Behörde für Bau und Verkehr mit dem Umweltressort zur Behörde für Stadtentwicklung und Umwelt vereinigt. Ohne, dass der Name der Behörde verändert wurde, musste die Behörde nach dem Regierungswechsel 2011 die Zuständigkeit für den Verkehrsbereich nach zehn Jahren wieder an die Wirtschaftsbehörde abgeben. Nachdem nach der Bürgerschaftswahl 2015 das Umweltressort in die neugeschaffene Behörde für Umwelt und Energie eingegliedert wurde, hat die Behörde wieder ungefähr den Zuschnitt, den sie bis 1983 besaß und trägt seither den Namen „Behörde für Stadtentwicklung und Wohnen“.
Folgende Namen trug die Behörde seit 1945:
| Zeitraum    | Bezeichnung                                        |
| ----------- | -------------------------------------------------- |
| bis 1947    | Bauverwaltung                                      |
| 1947 – 2001 | Baubehörde                                         |
| 1991 – 2001 | Stadtentwicklungsbehörde (parallel zur Baubehörde) |
| 2001 – 2004 | Behörde für Bau und Verkehr                        |
| 2004 – 2015 | Behörde für Stadtentwicklung und Umwelt            |
| seit 2015   | Behörde für Stadtentwicklung und Wohnen            |

## Oberbaudirektoren

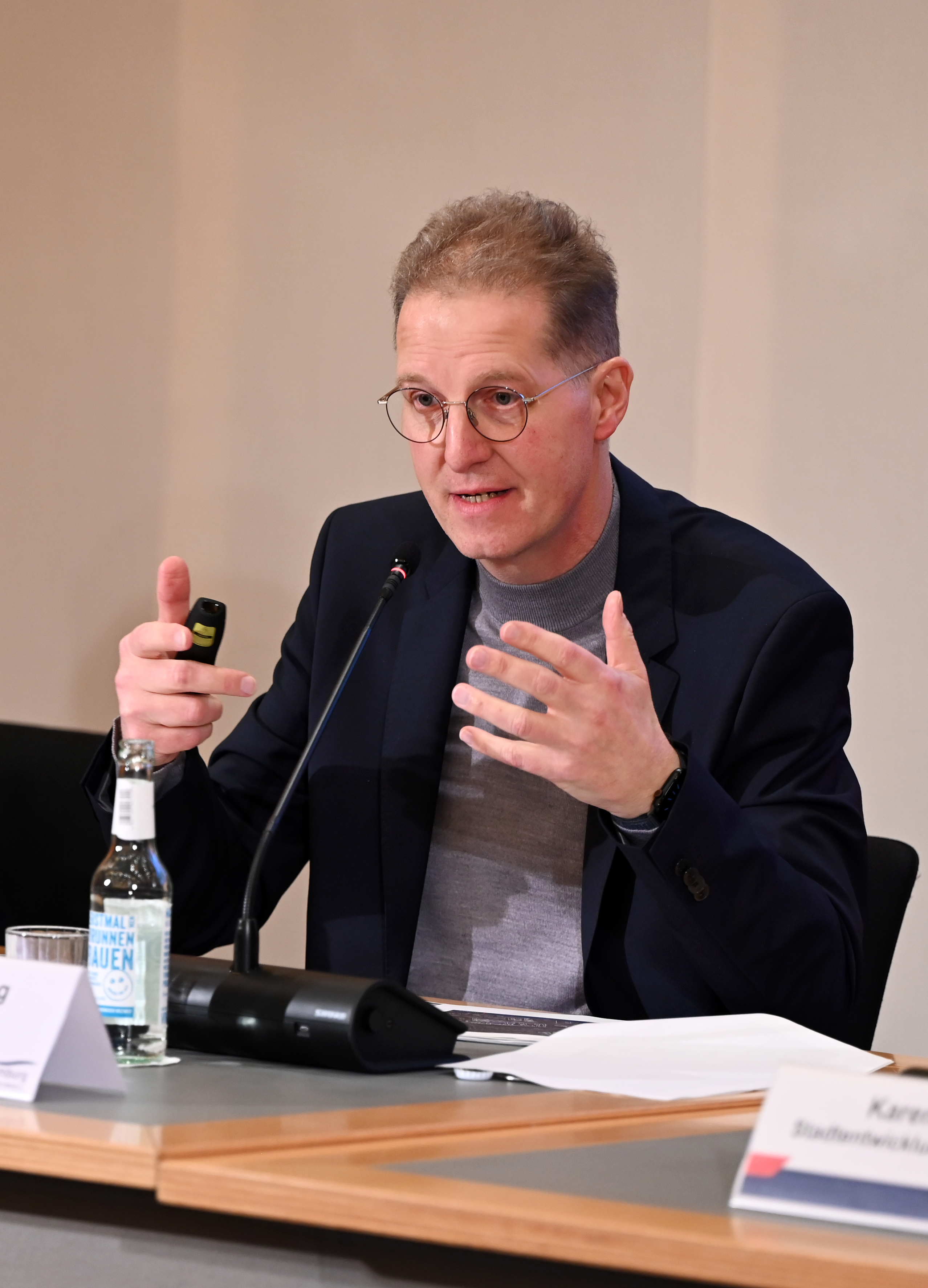
Franz-Josef Höing, amtierender Oberbaudirektor der Freien und Hansestadt Hamburg (2024)

Als leitender Fachbeamter gehört der Oberbaudirektor der Behördenleitung an. Er wird an allen Entscheidungen und bei allen Vorhaben beteiligt, die für das Stadtbild und die Stadtgestaltung eine besondere Bedeutung haben. Deshalb gehört er bei städtebaulichen Wettbewerben im Regelfall als stimmberechtigter Fachpreisrichter der Jury an. Bei besonderen Großvorhaben, wie derzeit zum Beispiel der HafenCity oder zuvor der Messeerweiterung, sowie bei der Entwicklung der Innenstadt kommt ihm eine besondere Koordinierungsfunktion zu.
Als bedeutendster Oberbaudirektor (früher: Baudirektor) Hamburgs gilt bis heute Fritz Schumacher, der in seiner Amtszeit nicht nur den Stadtpark gestaltete und unzählige öffentliche Solitärbauten entwarf, sondern auch die Masterpläne für die großen Wohnquartiere der 1920er Jahre unter anderem in Barmbek, auf dem Dulsberg, in der Jarrestadt und auf der Veddel schuf.
| Amtszeit  | (Hoch-)Baudirektor               |
| --------- | -------------------------------- |
| 1841–1845 | Carl Ludwig Wimmel               |
| 1872–1908 | Carl Johann Christian Zimmermann |
| 1909–1920 | Fritz Schumacher                 |
| Amtszeit  | Oberbaudirektor                  |
| 1923–1933 | Fritz Schumacher                 |
| 1949–1952 | Otto Meyer-Ottens                |
| 1952–1964 | Werner Hebebrand                 |
| 1964–1971 | Otto Sill                        |
| 1972–1980 | Klaus Müller-Ibold               |
| 1981–1999 | Egbert Kossak                    |
| 1999–2017 | Jörn Walter                      |
| seit 2017 | Franz-Josef Höing                |